# Fontainebleau
Fontainebleau (AFI: [fɔ̃tɛnblo]) es una ciudad del área metropolitana de París (Francia). Se encuentra a 55,5 km al sursureste del centro de París, en el departamento de Sena y Marne (Región de la Isla de Francia). Es la subprefectura del distrito de Fontainebleau.
Fontainebleau, la vecina ciudad de Avon y otras tres ciudades más pequeñas, forman un área urbana de 37 102 habitantes (población oficial en 2007). Esta área urbana forma parte de las ciudades satélite de París.
Fontainebleau es conocida por su hermoso y enorme bosque de Fontainebleau, uno de los rincones favoritos de los parisinos para el fin de semana, así como el histórico Palacio Real de Fontainebleau, que atrae a cientos de turistas todos los años.
De esta villa proviene el postre francés llamado Fontainebleau.

## Demografía
| 9 400 | 7 421 | 9 040 | 6 439 | 8 439 | 8 021 | 9 707 | 10 365 | 10 669 | 11 939 | 10 787 | 10 941 | 11 653 | 12 483 | 13 340 | 14 222 | 14 078 | 14 160 | 14 190 | 14 679 | 16 070 | 15 560 | 17 075 | 17 724 | 15 008 | 19 915 | 20 583 | 18 094 | 16 778 | 15 679 | 15 714 | 15 942 | 15 688 | 14 708 | 14 907 | 15 696 |
| Para los censos de 1962 a 1999 la población legal corresponde a la población sin duplicidades (Fuente: INSEE [Consultar]) |       |       |       |       |       |       |        |        |        |        |        |        |        |        |        |        |        |        |        |        |        |        |        |        |        |        |        |        |        |        |        |        |        |        |        |

## Historia

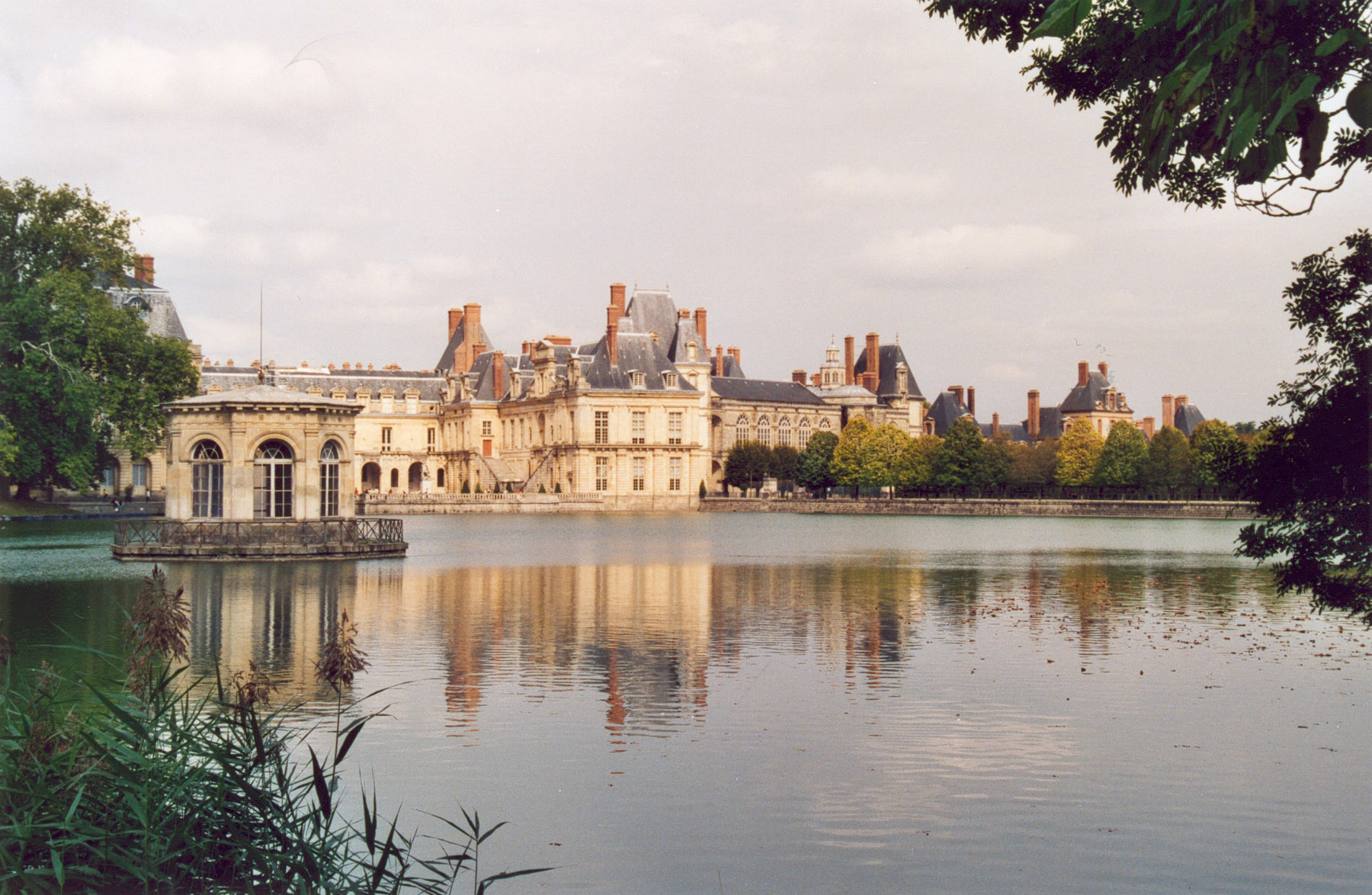
Lago y cenador del palacio.

Fontainebleau recibió oficialmente su nombre en 1169. Esta aldea fue dotada de una residencia de caza y de una capilla por Luis VII. San Luis IX apreciaba enormemente Fontainebleau, haciendo construir en este paraje un castillo y un hospital. Felipe el Hermoso nació allí en 1268 y allí mismo falleció en 1314.
En total, 34 soberanos, de Luis VI el Grande a Napoleón III, residieron en Fontainebleau durante siete siglos.
Del siglo XVI al XVIII varios reyes, desde Francisco I hasta Luis XV, llevaron a cabo importantes trabajos constructivos en Fontainebleau: demoliciones, reedificaciones, ampliaciones, embellecimiento... De ahí el carácter un poco «heterogéneo», pero no obstante armonioso, de la arquitectura del castillo.
Durante el siglo XVI, la llegada de pintores y demás artistas italianos para la decoración del castillo (Francesco Primaticcio entre ellos) repercutió en la evolución del arte francés, dando lugar a la Escuela de Fontainebleau. Lastimosamente, parte de estas decoraciones, como los murales sobre Ulises diseñados por Francesco Primaticcio, resultó destruida en el siglo XVIII.
El 18 de octubre de 1685, Luis XIV firmó allí el Edicto de Fontainebleau, más conocido bajo la designación de Revocación del Edicto de Nantes, que promovió el exilio a numerosos protestantes.
El emperador Napoleón lo tenía como una de sus residencias favoritas y firmó en este palacio, junto con el Valido español Manuel de Godoy, el Tratado de Fontainebleau. También en este castillo encarceló al papa Pío VII en 1812-14.
El 20 de abril de 1814, Napoleón Bonaparte, emperador de Francia, se despide en Fontainebleau de su Guardia, antes de salir para la isla de Elba.

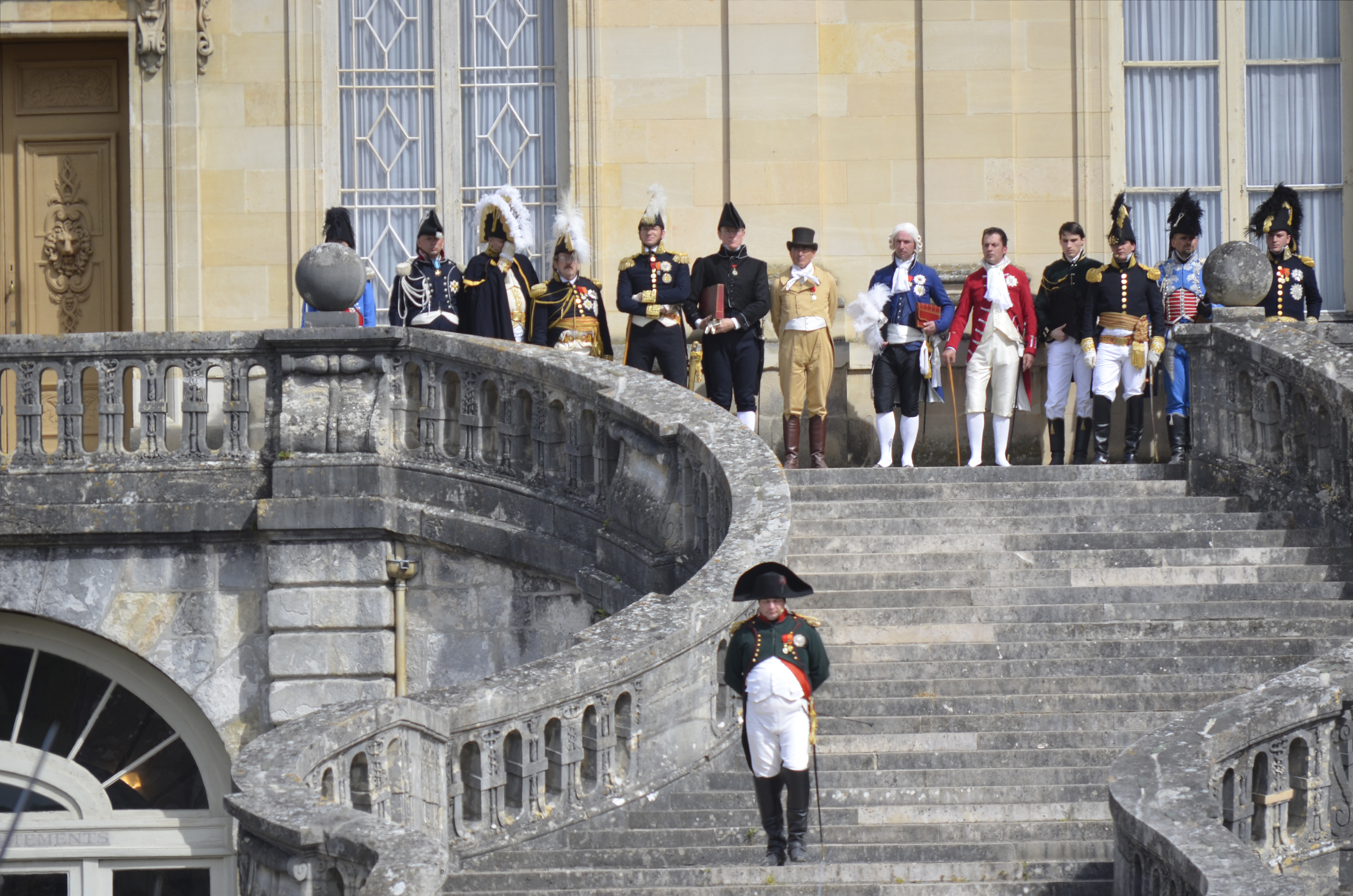
Reconstitución de los Adioses de Napoleón a su guardia en Fontainebleau el 20 de abril de 2014, día del bicentenario del evento. Napoleón baja la escalera del castillo de Fontainebleau.

Fontainebleau acogió el Cuartel General de las Fuerzas Aliadas en Europa Central (AFCENT) de la OTAN hasta 1967, cuando fue trasladado a Brunssum (Países Bajos).
En la actualidad, la ciudad alberga una escuela superior de negocios, así como un Anexo de la Escuela de Minas de París.
Durante la Revolución francesa, Fontainebleau fue temporalmente renombrada como Fontaine-la-Montagne (Fuente de la montaña), refiriéndose a las series de formaciones rocosas que se encuentran en el mencionado bosque de Fontainebleau.

## Turismo

Forêt de Fontainebleau, Jean-Baptiste-Camille Corot, 1830, National Gallery of Art, Washington D. C., USA

Fontainebleau es un destino turístico muy famoso, con 300.000 visitas al palacio y alrededor de 11 millones al bosque.

### Bosque de Fontainebleau
El bosque de Fontainebleau rodea la ciudad homónima y docena de villas. Está protegido por la Oficina francesa de los Bosques y ha sido reconocido como parque nacional, para conservar su fauna y flora salvaje y su apreciada población de aves, mamíferos y mariposas. Es un antiguo coto real de caza, y usualmente es visitado por aficionados al senderismo.

### Palacio Real de Fontainebleau
El Castillo o Palacio Real de Fontainebleau corresponde a distintas épocas, aunque la mayor aportación vino de la mano del rey Francisco I.

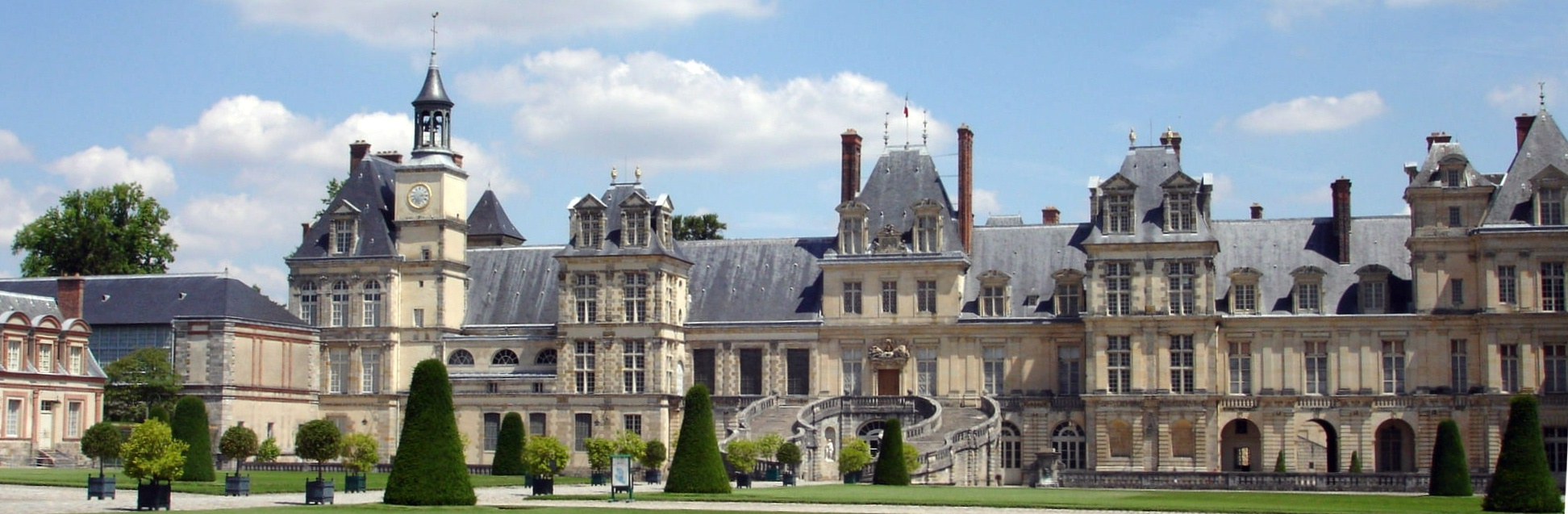
Palacio Real de Fontainebleau.

## Transporte
Fontainebleau posee dos estaciones del metro suburbano de París–Lyon: Fontainebleau–Avon y Thomery. La estación de Fontainebleau–Avon es la más cercana al centro de la ciudad, y se encuentra en la frontera entre los municipios de Fontainebleau y Avon, o más bien los separa.